# Artazostra
Artazostra o Artozostra (posiblemente antiguo persa *Arta-zauštri) era una princesa persa, hija del rey Darío I (521 a. C.-485 a. C.) y de Artistona, hija de Ciro II el Grande.
Según el historiador griego Heródoto de Halicarnaso (6.43), Artazostra fue dada en matrimonio a Mardonio, joven hijo del noble Gobrias, poco tiempo antes de que este tomara el mando del ejército persa en Tracia y Macedonia (c. 493/492 a. C.).
Artazostra no aparece mencionada por su nombre en las Tablillas de la Fortaleza de Persépolis (documentos administrativos hallados en Persépolis), pero sí hay referencias (en tablillas fechadas en el año 498 a. C.) a una "esposa de Mardonio, hija del rey", que recibe raciones para un viaje que realiza probablemente en compañía de Gobrias y de una mujer de nombre Radušnamuya o Ardušnamuya, tal vez la mujer de Gobrias. No obstante, se ha sugerido que Ardušnamuya era en realidad la anónima "esposa de Mardonio".
Heródoto menciona a un hijo de Mardonio, de nombre Artontes, pero no especifica quién era su madre.